# Alfons Zoutberg
Antonius Alphonsus (Alfons) Zoutberg (Aarschot, 14 oktober 1873 - aldaar, 31 maart 1960) was een Belgisch schilder en socialistisch politicus voor de BWP en diens opvolger BSP.

## Levensloop
Zoutberg was aangesloten bij de Socialistische Werkersbond te Aarschot en was vanuit deze hoedanigheid medestichter van harmonie 'De Werker'. Van beroep was hij schilder. Hij werd politiek actief omstreeks 1925 als kandidaat op de socialistische kieslijst voor het provinciedistrict Diest bij de provincieraadsverkiezingen van 1925.  Ook in 1929 en 1932 was hij kandidaat, maar werd evenwel nooit verkozen. In 1932 werd hij lid van de Aarschotse gemeente- en COO-raad.
Na het uitbreken van de Tweede Wereldoorlog volgde hij Oscar Coomans op in de hoedanigheid van dienstdoend burgemeester, een taak die hij kreeg toegewezen als oudste gemeenteraadslid van Aarschot.  Hij oefende deze functie uit tot hij vanwege de ouderdomsverordening (Überalterungsverordnung) van 7 maart 1941 moest terugtreden. Vervolgens werd in april van dat jaar VNV'er August Ver Elst als oorlogsburgemeester aangesteld. Na de bevrijding nam Zoutberg zijn mandaat als gemeente- en COO-raadslid opnieuw op. Hij zetelde als gemeenteraadslid tot aan de eerste naoorlogse gemeenteraadsverkiezingen en bleef COO-raadslid tot 1952.
Hij kreeg een laatste rustplaats op de stedelijke begraafplaats te Aarschot.